# Rektor
Rektor (von lateinisch rector ‚Leiter‘) ist die Bezeichnung für ein kirchliches, akademisches oder schulisches Leitungsamt.

## Kirchliche Ämter

### Römisch-katholische Kirche
Als Rector ecclesiae (Kirchenrektor) bezeichnet man im heutigen kirchenrechtlichen Sprachgebrauch den Priester, der als Leiter einer Kirche amtiert, die nicht Pfarr- oder Klosterkirche ist. Er wird normalerweise vom Diözesanbischof ernannt oder, wenn einem anderen das Vorschlags- oder Wahlrecht zusteht, von diesem eingesetzt bzw. bestätigt.
Im älteren Sprachgebrauch, und zwar noch im Codex Iuris Canonici von 1917, sind allerdings mit rectores ecclesiarum in der Regel die amtierenden Pfarrgeistlichen gemeint. Im noch früheren, mittelalterlichen Sprachgebrauch bezeichnete der rector ecclesiae dagegen meist noch den Kirchherrn oder Pfarrpatron, also den Inhaber der Pfarrpfründe (praebende), der vielfach gerade nicht mit dem Pfarrpriester (plebanus) identisch war, sondern bloß die Einkünfte (Kirchenzehnt) aus der Gemeinde bezog und davon nur einen Teil an den residierenden Pfarrgeistlichen abgab. Kirchherr konnte daher auch ein Minorist oder sogar ein Laie sein. Das 4. Laterankonzil verbot im Jahre 1215 die bis dahin gängige Praxis, dass Pfarrpatrone nur ein Sechzehntel des Zehnten an den tatsächlich als Pfarrseelsorger tätigen Geistlichen (der in der Regel Vikar genannt wurde) weitergaben, und verpflichtete sie zur Sicherstellung des Lebensunterhalts des Geistlichen (can. 32).
Als Rektor wird weiter auch ein vom Bischof eingesetzter Diözesanpriester bezeichnet, der als Superior einer weiblichen Kongregation bischöflichen Rechts (Ordensgemeinschaft) fungiert. Der Rektor oder Superior hat hier als Vertreter des Bischofs die Aufgabe, die Ordensleitung des Frauenordens anzuleiten und zu überwachen, und ist gegenüber den Oberinnen der Gemeinschaft weisungsbefugt. Heutzutage gibt es diese Einrichtung nur noch selten, ein Beispiel ist der langjährige Generalvikar des Bistums Regensburg, Wilhelm Gegenfurtner, der als Superior im Mutterhaus der Mallersdorfer Schwestern tätig ist. In der Regel liegt die oberste Leitung von Frauenordensgemeinschaften heute jedoch in den Händen der Ordensschwestern selbst. Der Rektor ist nicht mit dem Spiritual oder Hausgeistlichen eines Frauenordens zu verwechseln, der als Beichtvater und geistlicher Berater fungiert, aber keine Leitungsaufgaben in dem Orden wahrnimmt.
Im Jesuitenorden werden auch die Leiter von Gymnasien oder Priesterseminarien Rektor genannt.

### Anglikanische Kirche
Bei anglikanischen Kirchengemeinden wird zwischen Parishes (Pfarrgemeinden), die finanziell selbständig sind, und Missions (Missionen), die vom Bistum subventioniert werden, unterschieden. In den parishes wird der ranghöchste Priester (Pfarrer) vom Gemeindevorstand berufen (mit Zustimmung des Bischofs) und meist mit dem Titel „Rektor“ (Leiter) bezeichnet; in Missionen werden die Priester vom Bischof berufen und wirken als dessen Vertreter, sie heißen daher dort „Vikar“ (Stellvertreter).

### Alt-katholische Kirche
In der Alt-katholischen Kirche wird Rector ecclesiae wie in der römisch-katholischen Kirche gebraucht, dies jedoch erst seit der Nutzung der Namen-Jesu-Kirche als Kathedrale.

## Akademische Ämter
An den meisten deutschen Hochschulen ist der Rektor das gewählte akademische Oberhaupt. Ein Rektor kann Professor sein, wird allerdings für die Zeit seiner Tätigkeit (anders als die meisten Dekane oder Prorektoren) von der üblichen Tätigkeit freigestellt. Er kümmert sich (im Gegensatz zum Kanzler) um repräsentative Aufgaben sowie die Ausrichtung der Lehre und Forschung. Jüngere Hochschulverfassungen verwenden auch die Bezeichnung Präsident. In den Bundesländern Berlin, Brandenburg, Hamburg, Hessen, Niedersachsen, Saarland und Schleswig-Holstein sind die akademischen Oberhäupter der Universitäten allesamt Präsidenten, während in Baden-Württemberg, Mecklenburg-Vorpommern, Nordrhein-Westfalen, Sachsen und Sachsen-Anhalt größtenteils die Bezeichnung Rektor üblich ist. In Bayern, Bremen, Rheinland-Pfalz und Thüringen gibt es keine einheitliche Regelung bezüglich der Leitungsgremien. Die Hochschulverfassung legt die Entscheidungsbefugnisse von Rektoren oder Präsidenten fest. Durch den Wegfall und die Übernahme der Aufgaben des Kanzlers verfügen Präsidenten in der Regel über mehr Entscheidungsbefugnisse als Rektoren, die traditionell von Entscheidungen des akademischen Senats der Hochschule abhängig sind.
Die Ludwig-Maximilians-Universität München ist ein Beispiel für einen mehrfachen Systemwechsel; die ursprüngliche Rektoratsverfassung wurde 1976 durch eine Präsidialverfassung ersetzt; 14 Jahre später wurde wieder ein Rektor gewählt, schließlich ging 2006 die Leitung wieder an einen Präsidenten.
Die traditionelle Anrede für Rektoren an Universitäten lautet: „Magnifizenz“. Diese Anrede wird an Traditionsuniversitäten bei offiziellen Anlässen noch gebraucht.
In der frühen Neuzeit konnte der nominelle Rektor einer Universität auch der Landesfürst oder ein an der Universität immatrikulierter Adeliger sein, den die Universität auf diese Weise ehrte.

## Schulen
Rektor ist in den deutschsprachigen Ländern die Amtsbezeichnung des Schulleiters an Grund-, Haupt- und Realschulen; sein Stellvertreter heißt Prorektor oder Konrektor. In Österreich ist die Bezeichnung Direktor üblich, die in Deutschland nur für die Schulleiter an Schulen der Sekundarstufe II (Gymnasien, Gesamtschulen und berufliche Schulen) mit der beamtenrechtlichen Amtsbezeichnung Oberstudiendirektor verwendet wird. Ein Studiendirektor ist (bis auf Ausnahmefälle wie an Schulen im Entstehen oder bei kommissarischen Schulleitungen) kein Schulleiter. Er steht eine Amts- und Besoldungsstufe unter dem Oberstudiendirektor und hat in der Regel besondere Aufgaben wie Stellvertretung der Schulleitung, Oberstufenkoordination oder Fachbetreuung.